# 노토사우루스
노토사우루스는 트라이아스기 후기에 번성했던 고대 해양 파충류이다. 노토사우루스는 대체로 2억 4천만 년 전에서 2억 천만 년 전까지 살았다. 남아메리카에서도 물론, 중국과 영국에서 발굴이 활발히 진행되고 있으며, 아직도 발굴이 진행 중이다. 주로 10마리에서 18마리 정도의 무리를 지어 생활했다. 발견된 화석 중에 가장 큰 화석은 길이가 최대 7m 정도였으며 최대 무게는 약 400kg 정도일 것으로 추정된다. 가장 많이 알려져 있는 것은 노토사우루스류 서열이다. 이 이름은 "가짜 도마뱀"이라는 뜻이다.

## 개요

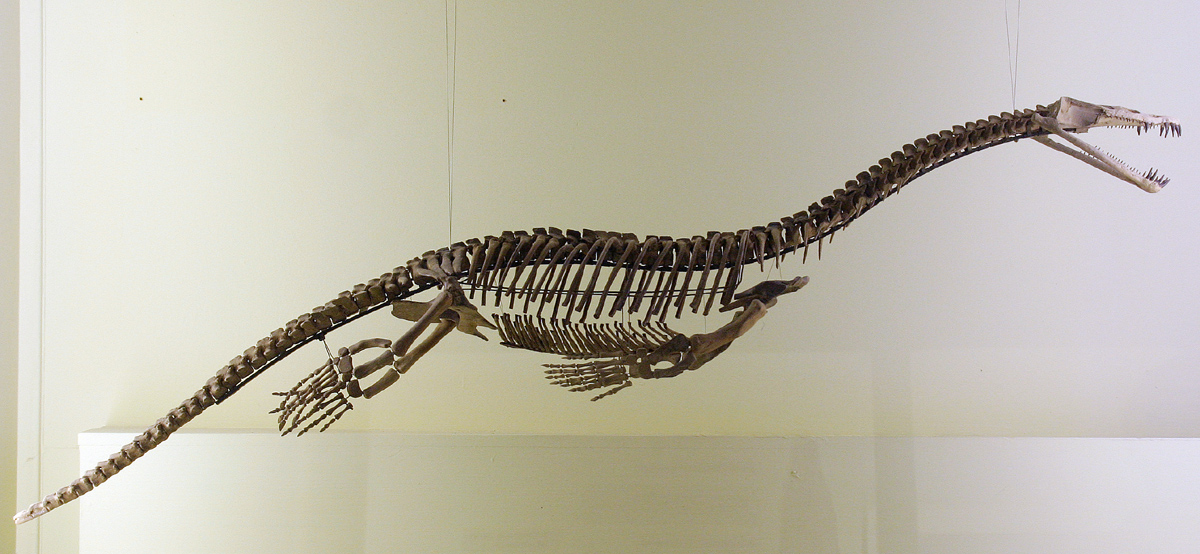
베를린에 있는 노토사우루스의 뼈.

노토사우루스는 일반적으로 아마 오늘날의 바다표범과 유사한 생활방식을 가지고있는 대양성 동물이었을 것이다. 그것은 긴 발톱에 난 물칼퀴, 그리고 아마 꼬리 위에 지느러미가 있었다. 노토사우루스가 헤엄칠 때는 아마 그것이 앞으로 추진하고 방향을 잡고 그것이 물 위를 통과할 수 있도록 하기 위해 그것의 꼬리, 다리, 발에 난 물칼퀴를 쓸 것이다. 두개골은 폭이 넓고 납작하며 긴 턱이 있었다. 이빨에 뾰족한 것으로 선을 그었고 그것은 아마 물고기와 다른 해양생물을 잡기 위해서였을 것이다. 노토사우루스는 느리게 헤엄치는 먹이, 작은 고기에 무리 등을 사냥하였다. 몇몇 동물이 노토사우루스에 입으로부터 자신의 몸을 자유롭게 할 수 있을 것이다. 많은 점에서 그 것의 몸은 후기 장경룡의 구조와 유사하다, 그러나 그 것이 장경룡이 된 것은 아니다. 높은 위도와 물 속 환경은 적합했다. 완성된 노토사우루스 라애비 종류의 골격을 베를린에 있는 자연 역사 박물관에서 볼 수 있다.